# Erich Schellow
Erich Schellow (né le 27 février 1915 à Berlin, mort le 25 novembre 1995 dans la même ville) est un acteur allemand.

## Biographie
Fils du marchand, Schellow participe au théâtre scolaire et est élève de 1935 à 1937, à l’école du Preußischen Staatstheater auprès de Walter Franck, Lothar Müthel, Hermine Körner et Maria Koppenhöfer. En 1937, il fait ses débuts sur scène dans le rôle de Mortimer dans Maria Stuart de Friedrich Schiller au Deutschen Volkstheater de Hambourg-Altona, où il est engagé jusqu'en 1940. En 1941, il revient au Preußischen Staatstheater où il a un contrat jusqu'en 1945. Outre un autre petit engagement à Hambourg ainsi que des représentations à Zurich et à Vienne (Burgtheater), Berlin restera le centre de son travail artistique. À partir de 1948, Schellow fait partie de l'ensemble du Staatliche Schauspielbühnen Berlin et resta jusqu'à sa fermeture en 1993. Contre la fermeture du théâtre, qu'il considère comme sa "résidence secondaire" et son licenciement, Schellow manifeste activement avec ses collègues.
Pour ses contributions au théâtre, Schellow reçoit plusieurs prix, dont le Prix d'art de Berlin (de), le Deutscher Kritikerpreis et la croix d'officier de l'ordre du Mérite de la République fédérale d'Allemagne. En 1966, il est nommé Staatsschauspieler de Berlin. En outre, il est, à partir de 1965, membre de l'Académie des arts de Berlin, dont il démissionne en 1992 pour protester contre l'amnistie des académiciens de l'ancienne RDA.
Au cinéma et à la télévision, Schellow joue rarement. Il tourne avec Helmut Käutner, Fritz Kortner ou Josef von Báky. En 1967, Schellow interprète le rôle de Sherlock Holmes aux côtés de Paul Edwin Roth, qui est le docteur Watson, pour six épisodes d'une série télévisée ; une performance pour laquelle la société allemande Sherlock Holmes Von Herder Airguns Ltd le fait son premier membre honoraire en 1991.
En outre, Schellow est parfois acteur de synchronisation et prête sa voix à Rex Harrison, Peter Cushing, Vittorio Gassman et Charlton Heston.
Erich Schellow subit un grave AVC en 1993, à la suite duquel il souffre de graves signes de paralysie.

## Filmographie
Cinéma
- 1947 : In jenen Tagen (de)
- 1954 : Die Stadt ist voller Geheimnisse (de)
- 1954 : Portrait d'une inconnue
- 1954 : Ein Mädchen aus Paris
- 1954: Drei vom Varieté (de)
- 1955 : Le 20 Juillet
- 1955 : Hotel Adlon
- 1956 : Vor Sonnenuntergang
- 1956 : Le Capitaine de Köpenick

Télévision
- 1963 : Die Möwe
- 1964 : Clavigo
- 1964 : Der Apoll von Bellac
- 1965 : Mrs. Cheney's Ende
- 1967 : Ein Mädchenleben für Wind
- 1967 : Sherlock Holmes (de) (série)
- 1968 : Auf der Lesebühne der Literarischen Illustrierten : Hofmannsthal: Drei Gespräche (narrateur)
- 1968 : Tragödie auf der Jagd
- 1969 : Das Trauerspiel von Julius Caesar
- 1972 : Das Jahrhundert der Chirurgen: Die Ehe des Forschers (série)
- 1973 : Une affaire pour Männdli : Eine Million in kleinen Scheinen
- 1974 : Der Kommissar – Domanns Mörder (série)
- 1974 : Die Buchholzens (série)
- 1979 : Ein Mord, den jeder begeht
- 1981 : ’Ne scheene jejend is det hier
- 1984 : Funkeln im Auge
- 1986 : Wanderungen durch die Mark Brandenburg